# Stockholms utskänkningsaktiebolag

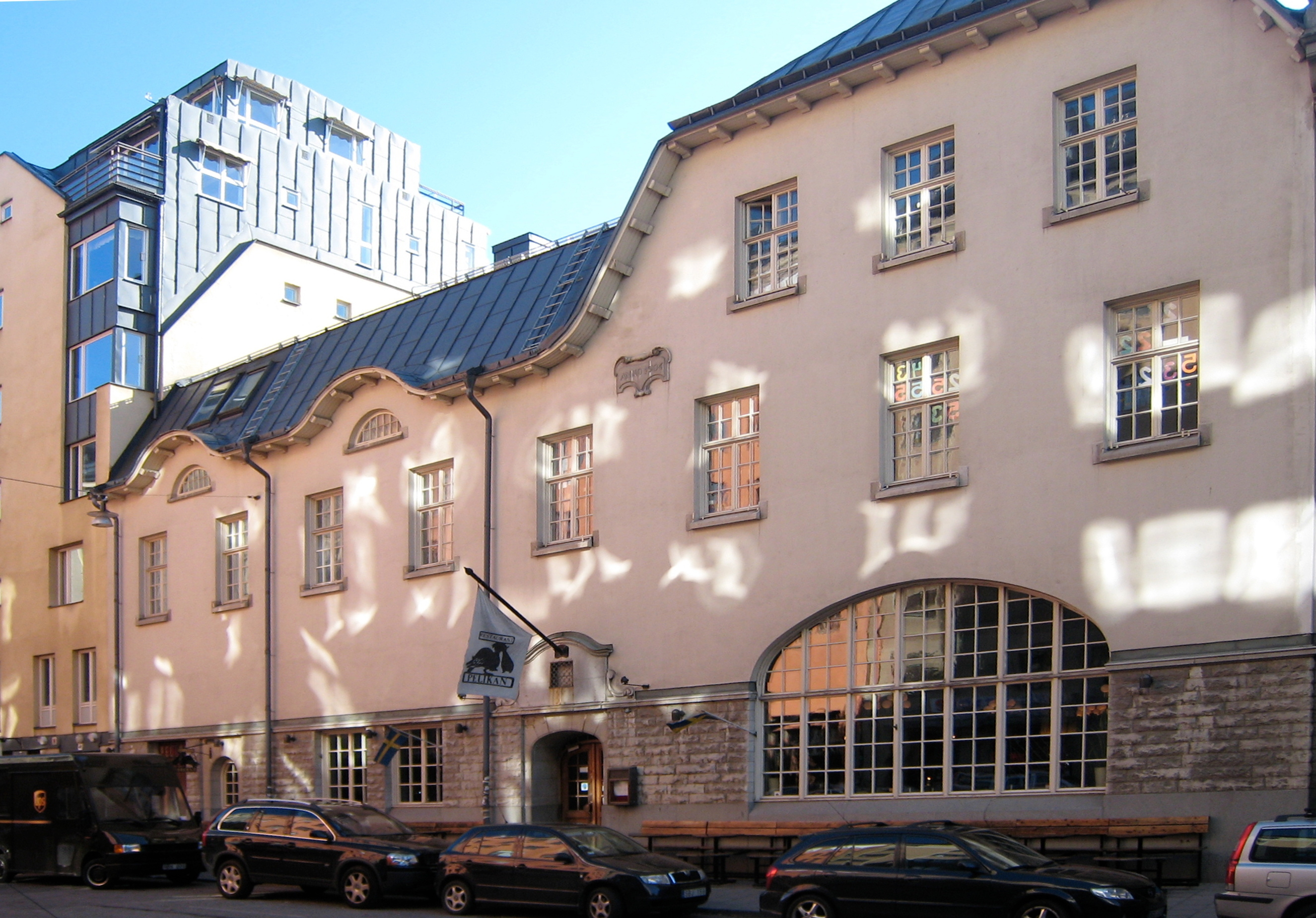
Blekingegatan 40. Idag Restaurang Pelikan.

Stockholms utskänkningsaktiebolag var ett allmännyttigt icke vinstinriktat bolag som 1876 fick tillstånd till utskänkning och försäljning av brännvin och andra brända och destillerade drycker i Stockholms stad, ett område som idag närmast motsvaras av Stockholms innerstad. Dess dominans utmanades av "brännvinskungen" L.O. Smith.
1903 bytte man namn till AB Göteborgssystemet i Stockholm men trängdes 1913 ut av Stockholmssystemet.
Bolaget hade ett 30-tal egna krogar och värdshus i staden, med gemensamt centrallager och förvaltning. Många var till en början numrerade och kunde heta exempelvis Värdshus No.62, men senare fick de mer folkliga namn som Grå Kvarn, Shanghai, Port Arthur och Mäster Anders. De olika källarmästarna satte sin egen prägel på värdshuset, men intentionen för bolaget, med dess rötter i nykterhetsrörelsen, var att förse gästerna med bra och näringsrik mat, medan spritförsäljningen var strikt reglerad. Intentionen att uppfostra krogarnas publik gjorde också att man stängde tidigt om kvällarna. Restaurangerna var indelade i tre klasser utifrån dess kvaliteten. Stadshuskällaren var exempelvis en av utskänkningsbolagets första klass-restauranger. Bolaget lät i början av seklet uppföra ett antal egna byggnader och arkitekten Sam Kjellberg ritade de krogar som restes på Surbrunnsgatan 33, Blekingegatan 40, Nybrogatan 32, Tjärhovsgatan 4 och David Bagares gata 4.